# 罗斯贝勒
罗斯贝勒（法語：Rose-Belle）是毛里求斯岛大港區的一个小镇，位于该区首要城镇马埃堡西边10公里处。2021年人口数量为12,799人。